# 博洛特諾耶
55°40′N 84°24′E / 55.667°N 84.400°E
博洛特諾耶（俄语：Боло́тное，是沼澤的意思）是俄羅斯新西伯利亞州東北部的一個城市，位於州府新西伯利亞東北126公里。2002年人口18,170人。
1805年建立。1943年設市。